# Edison Denísov

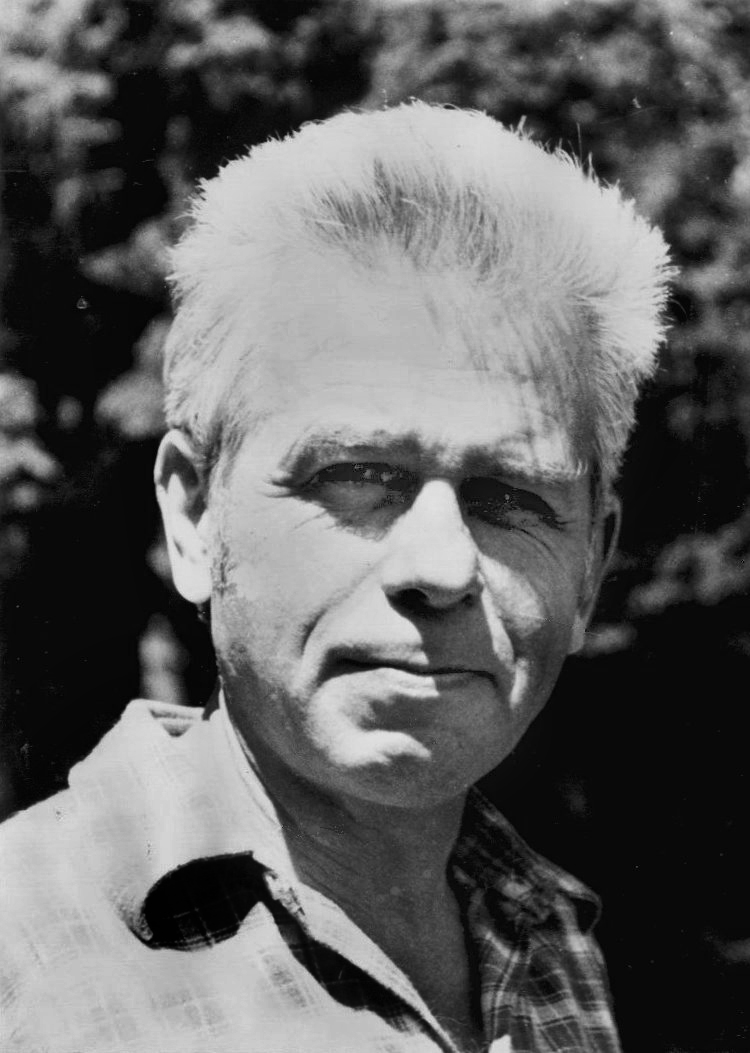
Edison Denísov.

Edison Vasílievich Denísov (Ruso: Эдисо́н Васи́льевич Дени́сов) (6 de abril de 1929, Tomsk, Rusia — 24 de noviembre de 1996, París, Francia) fue un compositor ruso que perteneció a la corriente estética del Serialismo, pero con una clara componente lírica nacida de múltiples lecturas y asimismo de la tradición rusa.

## Biografía
Nació en Tomsk (Siberia), en el seno de la familia de un físico, muerto en 1941, que dio a su hijo el inusual nombre de Edison en honor del gran inventor norteamericano. Su madre, médico, dirigió el hospital de Tomsk desde 1943. 
Denísov inició estudios musicales a los 15 años; y entró en la escuela superior de música de su ciudad. Pero estudió física y matemáticas (hará una tesis sobre análisis matemático en 1951); y, al mismo tiempo, piano con Olga Kotliarevskaia y contrapunto con Eugeny Korchinsk. En 1950, se dedicó ya a la composición tras conocer a Dmitri Shostakóvich, de quien recibió un apoyo entusiasta y una amistad de por vida: fue al conservatorio de Moscú en 1952, y siguió estudios con Vissario Chelabine (cinco años), Nikolaï Rakov, Viktor Zuckerman y Vladimir Belov.
Se casó en 1959. En ese año compuso su ópera El soldado Iván. Su hijo Mitia nació en 1960. En esa década va a conocer bien la obra de Schönberg, Berg y Webern, en parte por sus maestros y también por Glenn Gould, que conoció a su paso por Moscú.
Fundó un grupo de vanguardia musical con grandes músicos soviéticos: Andrei Volkonski, Alfred Schnittke, Sofia Gubaidulina y Valentin Silvestrov. En 1962 fue nombrado profesor de composición en el conservatorio de Moscú; en ese año se encuentra con el músico italiano Luigi Nono. Su actividad era ya frenética. Escribió en 1969, DSCH, para clarinete, trombón, violonchelo y piano, dedicado a Dmitri Shostakóvich como indican D = Dmitri, SCH = Shostakóvich, que se convierten en las notas iniciales de su partitura.
Se casó de nuevo, en 1987, con la músico Ekaterina Kouproskaia (desde ese momento, se llamará Ekaterina Kouprosvskaia-Denisova). Su hija Anna nació en 1988. En 1990 nació su hija Macha; un año después estuvo en el IRCAM de París, con Pierre Boulez.
Antes del ocaso, para flauta y vibráfono, fue su última obra, de 1996.

## Balance
Al igual que Arnold Schoenberg, que compuso varias obras siguiendo las reglas de la serie dodecafónica, Denísov ampliará el principio del serialismo para "serializar" otros aspectos del sonido, no sólo las alturas. Así pues, hará series de matices, de ataques, de cambios de compases, etcétera. El resultado es una música bastante cerebral que exige al instrumentista un alto grado de destreza interpretativa.
Hoy, Denísov pertenece a los grandes clásicos del siglo XX; tras sus comienzos vanguardistas, siguió su vía particular, en parte fundada en el serialismo pero con una componente lírica muy acusada, que proviene del folclore ruso y su cultura universal. Según Denisov, "la música es un lenguaje por el que se dice lo que no puede decirse". Entre sus autores leídos y vertidos a su música figuran Boris Vian y Georges Bataille, con En lo más alto de los cielos (1986). De los rusos, Ivan Bunin, Velimir Khlebnikov, Alexander Blok o Anna Akhmatova. También Gabriela Mistral, Joan Miró  y Pablo Picasso le dieron pie a sendas obras.

## Obras
- 1956-9 El soldado Iván (Иван-солдат), ópera en tres actos, basada en temas del folclore ruso.
- 1960 Sonata para flauta y piano.
- 1964 El sol de los Incas (Солнце инков), texto de Gabriela Mistral, para soprano, flauta, óboe, cuerno, trompeta, dos pianos, percusión, violín y violonchelo.
- 1964 Cantos italianos, texto de Alexander Blok, para soprano, flauta, cuerno, violín y percusión.
- 1966 El lamento (Плачи), texto del folclore ruso para soprano, piano y percusión.
- 1968 Oda (en Memoria de Che Guevara) para clarinete, piano y percusión.
- 1968 Música Romántica (Романтическая музыка) para óboe, arpa y trío de cuerda.
- 1968 Otoño (Осень) según Velimir Khlebnikov, voces.
- 1969  Trío de cuerda.
- 1969 Quinteto para viento.
- 1969 Siluetas para flauta, dos pianos y percusión.
- 1969 El canto de los pájaros (Пение птиц), para piano preparado.
- 1969 DSCH para clarinete, trombón, violonchelo y piano, dedicado a Dmitri Shostakóvich.
- 1970 Dos canciones, poemas de Ivan Bunin para soprano y piano.
- 1970 Pintura (Живопись) para orquesta.
- 1970 Sonata para saxo alto y piano.
- 1971 Trío con piano.
- 1972  Concierto para violonchelo
- 1973 La vida en rojo (Жизнь в красном цвете), texto de Boris Vian para voz, flauta, clarinete, violín, violonchelo, piano y percusión.
- 1974 Piano Concerto
- 1974 Signos en blanco (Знаки на белом) para piano.
- 1975 Concierto para flauta.
- 1977 Concierto para violín.
- 1977 Concerto Piccolo para saxofón y seis percusionistas.
- 1980 Requiem, sobre poemas de Francisco Tanzer, para soprano, tenor, coro mixto y orquesta.
- 1981 La espuma de los días (Пена дней), ópera según el texto de Boris Vian.
- 1982 La muerte es un largo sueño (Tod ist ein langer Schlaf) (Смерть —  это долгий сон),  Variaciones sobre el Canon de Haydn para violonchelo y orquesta.
- 1982 Sinfonía de cámara n.º 1
- 1982  Concierto para fagot, violonchelo y orquesta
- 1983 Cinco estudios, para fagot
- 1984 Confesión (Исповедь), ballet en tres actos según Alfred de Musset
- 1985 Tres cuadros de Paul Klee para viola, óboe, cuerno, piano, vibráfono y doble bajo
- 1986 Cuatro muchachas (Четыре девушки ), ópera en un acto según Pablo Picasso
- 1986 Concierto para viola
- 1986 Concerto para óboe
- 1986 En lo más alto de los cielos, con textos de Georges Bataille
- 1987 Sinfonía No. 1
- 1988 Cinco romanzas de Anna Akhmatova, orquestación de la obra de su mujer, Ekaterina Kouproskaia, escrita para piano y voz
- 1989 Concierto de clarinete
- 1989 Cuatro Poemas según G. de Nerval para voz, flauta y piano
- 1991 Concierto de Guitarra
- 1992 Historia de la vida y muerte de nuestro Señor, según el evangelio de san Mateo; para bajo, tenor, coro y orquesta
- 1993 Sonata para clarinete y piano
- 1993 Concierto para flauta, vibráfono, clave y orquesta de cuerda
- 1993 Finaliza la opera de Debussy Rodrigue et Chimène
- 1994 Sinfonía de cámara n.º 2
- 1994 Sonata para saxo alto y violonchelo
- 1995 Sueño matutino, sobre 7 poemas de Rose Ausländer para soprano, coro mixto  y orquesta
- 1995 Coros para Medea para coro y conjunto
- 1995 Finaliza la opera-oratorio de Franz Schubert Lazarus oder Die Feier der Auferstehung (Лазарь и торжество Воскрешения) D689
- 1995 Trio para flauta, fagot y piano
- 1995 Des ténèbres à la lumière, para acordeón. Publ.: París, Leduc, 1996. Dur. 15'
- 1996 Sinfonía n.º 2
- 1996 Tres cadenzas, al Concierto para flauta y arpa de Mozart
- 1996 Sonata para dos flautas
- 1996 Concierto para flauta y clarinete con orquesta
- 1996 Mujer y pájaros , homenaje a Joan Miró para piano, cuarteto de cuerda y cuarteto de viento
- 1996 Avant le coucher du soleil, para flauta y vibráfono (su última obra)